# Бабчиха (Городенка)
Бабчиха — заповідне урочище місцевого значення. Об'єкт розташований на території Городенка Івано-Франківської області.
Площа — 7,8000 га, статус отриманий у 1983 році.